# Desamortisation in Spanien
Mit Desamortisation bezeichnet man die Überführung von Gütern der Kirche, von Institutionen und Gemeinden in Nationaleigentum und ihre Versteigerung an Private. Die bedeutendsten Maßnahmen der Desamortisation fanden in Spanien im Verlauf des 19. Jahrhunderts statt.

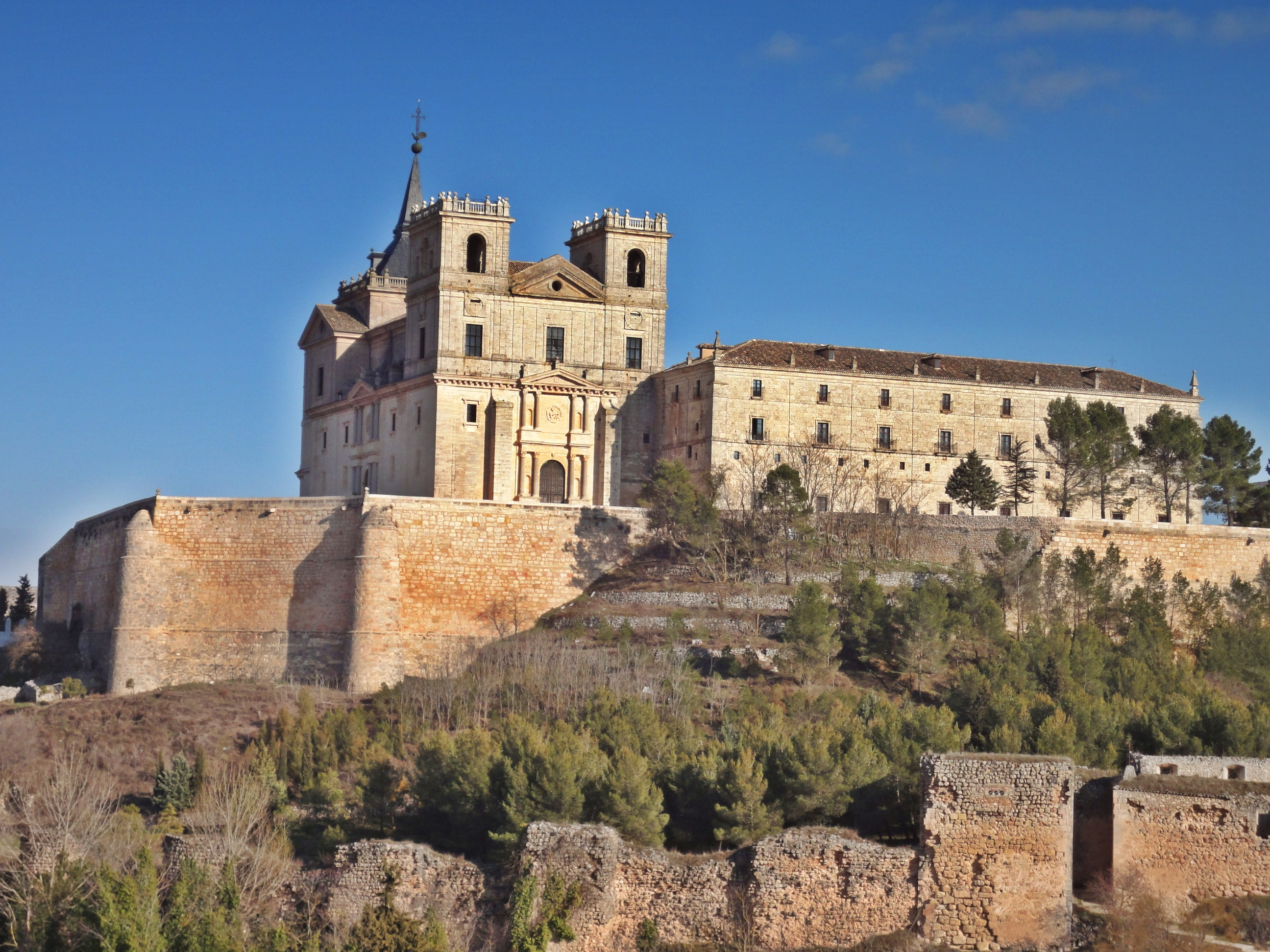
Desamortiziertes Kloster und Burg: das Hauptquartier des Santiagoritterordens in Ucles (Cuenca)

## Begriffsbestimmung
Desamortización (dt.: Bindungsaufhebung) ist das Gegenteil von Amortización. Diese liegt vor, wenn eine Sache oder ein Recht derart in der Hand einer natürlichen oder juristischen Person ist, dass eine Veräußerung verboten oder wenigstens stark eingeschränkt ist. Das entsprechende Eigentum wird amortizada genannt. Güter, auf die diese Bezeichnung zutrifft, sind dem Wirtschaftskreislauf entzogen. Desamortisation bedeutet also, dass die Güter der Toten Hand entzogen und wieder in den Wirtschaftskreislauf eingegliedert werden.
Von Desamortisation spricht man in Spanien allgemein nur bei Eigentum von Institutionen. Die teilweise gleichzeitig mit der Desamortisation in Gang gesetzten Maßnahmen wie die Aufhebung des Mayorazgos in den Jahren 1798, 1820 und 1836 oder der Señoríos in den Jahren 1811, 1820 und endgültig 1837, hatten zwar ähnliche Ziele, gehörten aber nicht zur Desamortisation im engeren Sinn.
In den meisten Fällen handelte es sich bei der Desamortisation nicht um entschädigungslose Enteignung. Die ursprünglichen Eigentümer wurden meist mit zu 3 % verzinsten Staatspapieren entschädigt. Im Gegensatz zur Säkularisation in Deutschland betraf die Desamortisation in Spanien keine geistlichen Fürstentümer und Herrschaften. Die im Rahmen der deutschen Säkularisation eingezogene Güter kamen dem jeweiligen Landesherren zugute, der sie veräußern oder selber behalten konnte. Bei der spanischen Desamortisation wurden die Güter grundsätzlich mit dem Ziel in Nationaleigentum überführt, sie anschließend durch öffentliche Versteigerung zu privatisieren. Dieses Ziel war nicht immer zu verwirklichen, darüber hinaus betraf die Desamortisation im Gegensatz zur Säkularisation auch weltliche Eigentümer wie Gemeinden und Bildungseinrichtungen.

## Ziel der Desamortisation
Ziel der Maßnahmen war die Senkung der Staatsschulden. Ein weiterer Effekt war der Schritt in Richtung einer Agrarreform, die eine Verteilung des Grundbesitzes auf eine größere Gruppe von Eigentümern bewirken sollte. Die Regierung wollte damit den Mittelstand fördern, auf den sie sich in ihrer Politik stützen konnte. Es bestand die Hoffnung, dass die neuen Eigentümer die landwirtschaftlichen Flächen intensiver nutzen und so die agrarische Produktion des Landes erhöhen würden. Als nächstes Ziel wurde genannt, dass die Lage der Eigentümer verbessert werden sollte, deren Güter desamortisiert wurden. Teil dieser Argumentation war, dass die enteigneten Grundstücke eine Rendite von weniger als 3 % erwirtschafteten, weil Besitz der Toten Hand schlechter bewirtschaftet würde als private Eigentümer das könnten. Die von der Desamortisation betroffenen Institutionen hätten also den Vorteil, aus den ihnen im Gegenzug gegebenen Staatspapieren ein regelmäßiges Einkommen von 3 % des Wertes pro Jahr zu erzielen.

## Objekte der Desamortisation

### Kirchliche Objekte
Bei der Durchführung der Desamortisation wurden jeweils zwei Arten von Objekten unterschieden: einerseits die Grundstücke und Gebäude, die direkt den kirchlichen Handlungen, der Krankenpflege oder der Bildung usw. dienten, andererseits Grundstücke und Gebäude, die dazu dienten, die kirchlichen Handlungen, die Krankenpflege und die Bildung zu finanzieren.
Letzteres waren z. B. Besitztümer, die von Spendern übereignet worden waren. Die Erträge dieser Güter sollten die Durchführung bestimmter religiöser Leistungen im Andenken an den verstorbenen Spender ermöglichen (Memorialwesen), Altarräume, die der Verehrung von Heiligen gewidmet waren unterhalten oder die Aktivitäten der Bruderschaften finanzieren.
Ein großer Teil der Güter sollte den Lebensunterhalt der Pfarrer garantieren. Es handelte sich also um Benefizien oder Pfründen im ursprünglichen Sinn des Wortes. Mit einem Teil dieser Güter wurden die patronatos (Kommende) oder capellanías (Vikarie) versorgt, bei denen sich der Inhaber um keine Seele kümmern musste.
Die Einnahmen aus dem Eigentum der Militärorden standen den meist vom König ehrenhalber ernannten Mitgliedern ohne jede weitere Leistung zu.
Auch die wohltätigen Werke wie Waisenhäuser, Armenhäuser und Krankenhäuser wurden durch die Erträge unterhalten, die aus Gütern im Besitz der Frommen Werke (obras pías) gewonnen wurden.
Nach der Auflösung der Ordensgemeinschaften wurde deren gesamtes Eigentum eingezogen und so weit wie möglich in Privatbesitz überführt.

### Weltliche Objekte
Die Städte und auch kleinere Gemeinden hatten zu Beginn des 19. Jahrhunderts z. T. erheblichen Immobilienbesitz, der verpachtet wurde und dessen Erträge große Teile der laufenden Ausgaben abdeckten. Es handelte sich dabei aber auch um Weideland (dehesas) oder Waldgebiete (bosques), die von den Bürgern kostenfrei genutzt werden konnten. Um mit gutem Beispiel voranzugehen, wurden unter Karl IV. einige Liegenschaften der Krone der Desamortisation zugeführt. Ähnlich den kirchlichen Pfründen gab es Güter, deren Erträge dazu bestimmt waren, die Colegios Mayores der Universitäten zu unterhalten.

## Ausnahmen von der Desamortisation
Von der Desamortisation ausgenommen waren Gebäude und Einrichtungen, die für den öffentlichen Dienst bestimmt oder von der Regierung dafür vorgesehen waren. Ausgenommen waren auch Gebäude, die zum Zeitpunkt des Erlasses der Gesetze oder Verordnungen direkt der Fürsorge oder der Bildung dienten. Die Wohngebäude der Bischöfe und Gemeindepfarrer mit ihren angrenzenden Obst- und Gemüsegärten blieben ebenfalls ausgenommen. Auch unterlagen Wälder und unbebautes Land, dessen Verkauf die Regierung nicht für angemessen hielt, nicht der Desamortisation. Ebenso die Quecksilberbergwerke, Salinen, Schlösser, die von der Königsfamilie bewohnt wurden, die Alhambra in Granada und der Alcázar (Sevilla).

## Betroffene der Desamortisation
Betroffen von der Desamortisation waren in erster Linie religiöse Einrichtungen: der weltliche Klerus, die Militärorden, Bruderschaften, fromme Stiftungen, Kirchengemeinden, Ordensklerus und Klöster.
Aber auch weltliche Einrichtungen waren von der Desamortisation betroffen: der Staat, der Infant Don Carlos, die Gemeinden, Einrichtungen der Fürsorge und der öffentlichen Bildung. Während sich die Erlasse bis zur Zeit der Regierung Ferdinands VII. auf das gesamte Gebiet der Spanischen Krone, also auch auf die spanischen Besitzungen in Amerika und Asien bezogen, wurde später der Geltungsbereich auf die Halbinsel, die angrenzenden Inseln und die spanischen Besitzungen in Afrika eingeschränkt.

## Durchführung der Desamortisation

### Enteignung, Angebot und Versteigerung
Der Überführung von Klostereigentum in Nationaleigentum ging die Auflösung der Klöster voraus. Durch Gesetz oder Erlass wurden Grundstücke und Gebäude, aber auch regelmäßig wiederkehrende Forderungen der Toten Hand in Nationaleigentum überführt. Die örtlichen Behörden, üblicherweise die Ayuntamientos (Stadtverwaltungen und Stadträte), wurden damit beauftragt, alle in Frage kommenden Objekte zu erfassen. Im Jahr 1798 sollten die zu versteigernden Grundstücke vor der Versteigerung möglichst so aufgeteilt werden, dass sich das Eigentum auf möglichst viele Personen verteilte, was im Sinne einer Landreform von Vorteil war. Bereits im Jahr 1799 wurde die Aufteilung vor der Versteigerung nicht mehr verlangt, wenn der Verkauf ohne Aufteilung die Maßnahmen beschleunigen würde. Das Ziel der schnellen Senkung der Staatsschuld ging also dem Ziel der Landreform vor. Es wurde daher üblicherweise der ganze Grundbesitz z. B. einer frommen Stiftung als ein Los versteigert. Die „Bienes Nacionales“, d. h. die in Nationaleigentum übergegangenen Grundstücke und Gebäude, wurden in den einzelnen Provinzen in einem Boletín Oficial de Ventas de Bienes Nacionales (einer Art Amtsblatt) genau beschrieben. Die Informationen bezüglich der wertvolleren Bienes wurden auch in einer Beilage der Gaceta de Madrid, dem damaligen offiziellen Gesetzblatt, veröffentlicht. Gebote für Güter unter einem bestimmten Wert konnten am Gerichtssitz der Liegenschaft und in der Provinzhauptstadt abgegeben werden. Die höherwertigen Güter konnten am Gerichtssitz der Liegenschaft, in der Provinzhauptstadt und in Madrid ersteigert werden. Die bisherigen Eigentümer erhielten, allerdings nicht immer, einen Anspruch auf eine Zahlung von 3 % des Wertes pro Jahr (in einigen Fällen auch mehr) durch den Staat.

### Bezahlung der Güter
Die Zahlung konnte durch Münzgeld erfolgen. In den meisten Fällen konnten aber auch Staatsanleihen in Zahlung gegeben werden. Diese Staatsanleihen, deren Marktwert meist erheblich unter dem Nennwert lag, wurden zum Nennwert in Zahlung genommen. Üblich war eine Ratenzahlung, die über bis zu 14 Jahre andauern konnte.

## Einzelne Etappen der Desamortisation
Die Desamortisation wurde in Spanien in verschiedenen Phasen durchgeführt. Dabei wurden die einschlägigen Gesetze und Ausführungsbestimmungen vor Ort häufig ignoriert. Mangels Interessenten konnten die Güter vielfach nicht privatisiert werden und blieben in Nationalbesitz oder wurden von der nächsten Regierung zurückerstattet. Teilweise wurden die Gesetze oder Erlasse auch widerrufen und die gesamte Desamortisation rückabgewickelt, häufig ohne Entschädigung für den Erwerber. Es gab im Laufe der Zeit immer wieder Verordnungen oder Gesetze, die dieselben Objekte erneut in Nationaleigentum überführten, auch ohne dass ein früheres Gesetz rückgängig gemacht worden war.

### Desamortisation unter Karl III. (Campomanes)
Am 2. April 1767 vertrieb Karls III. durch einen vom Staatswissenschaftler Pedro Rodríguez de Campomanes beeinflussten Erlass die Societas Jesu (Jesuiten) aus Spanien (der Orden wurde am 21. August 1773 durch Papst Clemens XIV. aufgelöst). Ab 1769 wurde das Eigentum der Jesuiten zugunsten der Krone versteigert.

### Desamortisation unter Karl IV. (Godoy)
Im Februar 1798 erging im Rahmen der vom Ersten Staatsminister Manuel de Godoy imitierten Reformen ein erster Erlass König Karl IV. Dieser verfügte, dass die Gemeinden ihre Gebäude, die derzeit vermietet waren, zugunsten der Staatskasse zu versteigern hätten. Die Gemeinden erhielten einen Ausgleich in Staatspapieren, die mit 3 % pro Jahr verzinst wurden.
In einem weiteren königlichen Erlass vom 19. September 1798 wurde der Grundbesitz von weltlichen Krankenhäusern, Armenhäusern, Altersheimen, Findelhäusern und von Bruderschaften, Jahresgedenken, Frommen Werken und Patronaten in Nationalbesitz überführt. Die Gebäude, die direkt dem Zweck der Einrichtung dienten, wurden von der Maßnahme ausgenommen. Es gab wiederum einen Ausgleich in Staatspapieren, die mit 3 % pro Jahr verzinst wurden. Die Kirchenvertreter wurden aufgefordert, Grundeigentum, das dem Unterhalt von Vikariaten oder anderen kirchlichen Einrichtungen diente, in Nationaleigentum abzugeben. Auch sie wurden mit gleichartigen Staatspapieren entschädigt. Ein weiterer Erlass gleichen Datums führte den Besitz und die Forderungen der Colegios Mayores der Universitäten Salamanca, Valladolid und Alcalá de Henares in Nationaleigentum über.
Im Jahr 1800 wurde angeordnet, dass auch alle Immobilien der Krone versteigert werden sollten. Ausgenommen waren davon die Gebäude, die von der königlichen Familie genutzt wurden, und die Alhambra von Granada und der Alcazar von Sevilla. In einem Breve vom 14. Juni 1805 genehmigte Papst Pius VII. dem König von Spanien, kirchliches Eigentum bis zu einem Ertragswert von 200.000 Golddukaten einzuziehen.
Im September 1805 wurde angeordnet, die Forderungen und Immobilien der kirchlichen Krankenhäuser, Armenhäuser, Altenheime, Waisenhäuser und ähnlicher karitativer Organisationen in Nationaleigentum zu überführen, soweit sie nicht direkt dem Zweck der Organisationen dienten.
Im Jahr 1806 erlaubte der Papst dem König, ein Siebtel des Landbesitzes der Kirche zu veräußern – bei Gegenleistung einer Verzinsung von 3 % auf den Wert der Güter.

### Desamortisation unter Ferdinand VII.
Am 12. April 1808 ordnete Ferdinand VII. an, dass alle bisher eingeleiteten Maßnahmen der Desamortisation weitergeführt werden sollten.

### Desamortisation unter Joseph Bonaparte
Durch Erlass vom 9. Juni 1809 des von Napoleon als König eingesetzten Joseph Bonaparte wurde das Eigentum der religiösen Orden, der aufgelösten Militärorden, der ebenfalls aufgelösten Inquisition und der spanischen Granden, die den Aufstand gegen die Besatzer unterstützten, in Nationaleigentum überführt.
Am 18. August 1809 wurden alle Klöster aufgehoben. Für die Mitglieder der Orden war eine Pensionszahlung vorgesehen.
Alle Maßnahmen der Regierung Joseph Bonapartes wurden bei der Rückkehr Ferdinands VII. für unwirksam erklärt. Die Erwerber der Grundstücke erhielten ihre Zahlungen bei der Rückabwicklung nicht erstattet. Sie waren meist aus Angst vor der Bestrafung wegen ihrer Kollaboration mit den Franzosen geflüchtet.

### Desamortisation unter der Junta Suprema Central
Kurz nach Beginn des spanischen Unabhängigkeitskrieges wurden am 16. November 1808 wurden alle Maßnahmen, die durch die Anordnungen von 1798 eingeleitet und durch das Päpstliche Breve gedeckt waren, durch die Junta Suprema Central in den Landesteilen gestoppt, die nicht von Napoleon besetzt waren und unter dem Einfluss der Junta standen.
Die Cortes von Cádiz verlangten, dass die Hälfte der betroffenen Immobilien verkauft würden, um die Staatsschulden zu decken. Die andere Hälfte sollte in kleinen Teilen einerseits den Personen zukommen, die – ob als Soldaten oder auf andere Art und Weise – dazu beitrugen, den Krieg gegen die französischen Besatzer zu gewinnen, andererseits an landlose Bürger übergeben werden. Die Cortes hatten jedoch keine Zeit, ihre Beschlüsse durchzusetzen. Alle die Desamortisation betreffenden Beschlüsse der Cortes  und alle Maßnahmen der Junta Suprema Central wurden bei der Rückkehr Ferdinands VII. für unwirksam erklärt.

### Desamortisation unter Ferdinand VII.
Mit dem Erlass vom 23. Juli 1814 wurden die Maßnahmen, die in den letzten sechs Jahren beschlossen und durchgeführt worden waren, rückgängig gemacht.
Die Cortes beschlossen am 1. Oktober 1820 die Auflösung verschiedener, einzeln aufgeführter religiöser Orden. Um aber die gottesdienstliche Versorgung verschiedener berühmter Kirchen zu gewährleisten, gab es Ausnahmen.
Am 25. Oktober 1820 beschlossen die Cortes Generales die Überführung der Güter der Klöster in Staatseigentum.
Im Jahr 1823 setzte Ferdinand VII. die Durchführung der Maßnahmen aus.

### Desamortisation unter Isabella II. (Regentin María Cristina de Borbón / Mendizábal)
Eine neue Welle der Desamortisation begann am 4. Juli 1835 unter der für die minderjährige Königin Isabella II. regierenden María Cristina de Borbón und dem damaligen Finanzminister Mendizábal Juan Álvarez mit dem erneuten Verbot der zwischenzeitlich in Spanien wieder erlaubten Jesuiten. Ein Erlass vom 25. Juli 1835 verfügte die Aufhebung der Klöster aller Orden, die weniger als zwölf Ordensmitglieder hatten. 1836 folgten dann die Aufhebung aller Mönchs- und Nonnenklöster. Das Eigentum der Colegios, höherer religiösen Ausbildungsinstitutionen und der militärischen Orden, wurde in Nationaleigentum überführt und sollte versteigert werden. Von dieser Maßnahme wurden einzeln aufgeführte Einrichtungen der Krankenpflege ausgenommen.
Im Juli 1837 bestätigten die Cortes die Erlasse der Regentin María Cristina de Borbón. Am 29. Juli 1837 wurde die Desamortisation auf das Eigentum der Kirchengemeinden und Diözesen ausgeweitet. Die Gebäude, die direkt für die Gottesdienste verwendet wurden, waren ausgenommen. Die Ausführung dieses Erlasses begann allerdings erst im Jahr 1841.

### Desamortisation unter Isabella II. (Espartero)
Nach der Übernahme der Regentschaft durch Baldomero Espartero trat am 2. September 1841 ein Erlass in Kraft, der alle Grundstücke, Gebäude und wiederkehrenden Forderungen des weltlichen Klerus und der Bruderschaften in Nationaleigentum überführte und die Versteigerung der Liegenschaften anordnete.

### Desamortisation unter Isabella II. (Narváez)
Nach dem Sturz des Regenten Espartero wurde Isabella II. im Alter von 13 Jahren für volljährig erklärt. Unter dem neuen Ministerpräsidenten Narváez wurde im Jahr 1844 der Verkauf der Güter des weltlichen Klerus und der Nonnenklöster eingestellt. Im Jahr 1845 wurden die bisher nicht versteigerten Güter zurückerstattet. Im April 1846 erschien eine Anordnung der Königin, die den Verkauf von Kapellen für nichtig erklärte und eine Rückabwicklung anordnete. Der Verkauf der Güter der Militärorden wurde fortgesetzt.
Am 16. März 1851 wurde zwischen dem Heiligen Stuhl und dem Königreich Spanien ein Konkordat abgeschlossen. Die Kirche erklärte sich mit den bisher vorgenommenen Maßnahmen der Desamortisation einverstanden. Sie hob alle Kirchenstrafen gegen die Käufer des Kirchenbesitzes und die mit der Durchführung der Maßnahmen Beauftragten auf. Das Königreich Spanien verpflichtete sich, den Unterhalt verschiedener kirchlicher Einrichtungen aus einem dafür zu gründenden Sondervermögen zu zahlen. Die Vereinbarungen mit dem Papst wurden durch eine entsprechende königliche Anordnung im Mai 1851 umgesetzt.

### Desamortisation unter Isabella II. (Madoz)
Die wirkungsvollste Desamortisationsmaßnahmen wurden 1855 während der Herrschaft von Isabella II. unter dem Finanzminister Pascual Madoz vollzogen, weil in diesem Fall die Durchsetzung der Anordnungen scharf kontrolliert wurde. Diese Desamortisation, die durch ein allgemeines Gesetz vom 1. Mai 1855 angeordnet wurde, betraf alle ländlichen und städtischen Grundstücke des Staates, des Klerus, der Militärorden, der Bruderschaften, der Frommen Stiftungen, der Kapellen, des „Ex-Infante“ Don Carlos, der Gemeinden, der wohltätigen Einrichtungen und der öffentlichen Bildung. Davon ausgenommen waren einzeln aufgeführte Fälle, die meist die Gebäude betrafen, die direkt den Zwecken der Einrichtungen oder als Dienstwohnungen der dort Beschäftigten dienten.
Im April 1860 wurde eine Vereinbarung zwischen dem Heiligen Stuhl und dem Königreich Spanien geschlossen, in welcher die Desamortisation von 1855 gebilligt wurde. Die bisher nicht versteigerten Güter sollten allerdings zurückerstattet werden, und die früheren Eigentümer sollten Staatspapiere erhalten, die mit einem Satz von 3 % pro Jahr zu verzinsen waren.

## Folgen der Desamortisation

### Soziale Folgen
Im Süden Spaniens herrschte seit der Reconquista der Großgrundbesitz vor, es gab nur sehr wenige Besitzer kleinerer Landflächen. Diese kleinen Landwirte oder gar landlose Landarbeiter verfügten nicht über ausreichende wirtschaftliche Mittel, um selbst bei kleineren Flächen mitbieten zu können, was wieder das Großgrundbesitzertum stärkte.
Das galt im Norden des Landes nicht für alle Fälle. Die kleineren Grundstücke wurden eher von Einwohnern der näheren Umgebung ersteigert, während die großen Formate von reicheren Personen erworben wurden, die im Allgemeinen in den Städten in größerem Abstand zu dem Grundbesitz wohnten.
Ein weiteres Problem ergab sich aus der Privatisierung des Besitzes, der den Gemeinden gehörte. Viele Bauern wurden dadurch, dass sie die öffentlichen Wiesen und Wälder nicht mehr nutzen konnten, in ihrer Existenz bedroht. Das förderte die Abwanderung in die industrialisierten Städte und die Auswanderung nach Amerika. Diese Auswanderungswelle erreichte am Ende des 19. Jahrhunderts einen neuen Höchststand.
Während es vor der Privatisierung nur eingeschränkte Möglichkeiten gab, die meist langfristigen Pachtverträge zu ändern, durften die Pachtverträge nach dem Eigentumsübergang uneingeschränkt neu abgeschlossen werden. Das wurde von den neuen Eigentümern oft hemmungslos ausgenutzt.

### Wirtschaftliche Folgen
Die verschiedenen Maßnahmen der Desamortisation führten zu einer gewissen Gesundung der öffentlichen Finanzen.
Die Einkünfte aus kirchlichen Gütern, die in weltliche Hand übergegangen waren, wurden steuerpflichtig. So hatte der Staat auch längerfristig einen Gewinn aus dem Eigentümerwechsel.
Es ergab sich tatsächlich eine Vergrößerung der bewirtschafteten landwirtschaftlichen Anbaufläche. Darüber hinaus wurde die Vielfalt der angebauten Produkte durch Neuanlagen der Eigentümer vergrößert. In Andalusien z. B. wurden der Oliven- und der Weinbau nennenswert ausgeweitet. Dieser Prozess ging jedoch einher mit der Abholzung von Wäldern, was langfristig zur regionalen Versteppung führte.
Das Geld, welches das Bürgertum anderer Länder, besonders Englands, in die aufkommende Industrialisierung investierte, verwendete das spanische Bürgertum, um Ländereien zu erwerben. In Spanien wurde nur wenig inländisches Kapital in die Entwicklung der Industrie investiert, ausländische Investitionen konnten diesen Mangel an Mitteln nicht ausgleichen. Spanien wurde dadurch praktisch zu einer Wirtschaftskolonie anderer europäischer Staaten.

### Politische Folgen
Eines der Ziele der Desamortisation war die Stärkung der liberalen Verhältnisse und die Schaffung einer neuen Klasse von kleinen und mittleren Grundbesitzern, die hinter diesen Verhältnissen stehen. Dieses Ziel wurde sicher nicht erreicht, da der größte Teil der desamortisierten Ländereien – besonders im Süden der Halbinsel – von Großgrundbesitzern erworben wurde.

### Kulturelle Folgen
Wenn auch ein großer Teil der Bücher die Bestände der Universitäts- und der öffentlichen Bibliotheken erweiterten, wurden viele Bilder und Bücher der Klöster zu niederen Preisen verkauft und gingen ins Ausland. Viele Gebäude von historischem Wert gingen durch Abriss verloren, andere alte religiöse Gebäude wurden zweckentfremdet. Häufig wurden sie in öffentliche Gebäude (Rathäuser, Museen, Kasernen, Krankenhäuser) umgewandelt. Andere Bauwerke wurden abgerissen, um neue Straßen anzulegen oder bestehende zu verbreitern. Klosterkirchen wurden in Gemeindekirchen umgewandelt oder wurden versteigert und gingen in Privatbesitz über.
Die Desamortisation der Klöster trug dazu bei, die Städte umzuformen. In vielen großen Städten, in denen zu Beginn des 19. Jahrhunderts die Klostergebäude die Stadtarchitektur dominierten, bestimmten am Ende des Jahrhunderts, durch Abriss und Umwidmung, öffentliche Freiflächen, Rathäuser und Privatgebäude das Aussehen der Städte.